# Pont Monbijou
Le Pont Monbijou (en allemand : Monbijoubrücke) est un pont en ville de Berne, la capitale de la Suisse. Il franchit l'Aar.

## Sources
- (de) Cet article est partiellement ou en totalité issu de l’article de Wikipédia en allemand intitulé « Monbijoubrücke (Bern) » (voir la liste des auteurs).
- Pont Monbijou sur structurae.de